# Torino Football Club 2018-2019
Questa voce raccoglie le informazioni riguardanti il Torino Football Club nelle competizioni ufficiali della stagione 2018-2019.

## Stagione
Il ritiro precampionato del Torino si è svolto, per il sesto anno consecutivo, a Bormio dall'8 al 22 luglio. In preparazione alla stagione i granata hanno affrontato in amichevole la Bormiese il 14 luglio, la Pro Patria il 21 luglio, il Renate il 22 luglio, il Nizza il 28 luglio e il Liverpool il 7 agosto. Il 1º agosto il Torino ha disputato un'amichevole con la Chapecoense, in ricordo delle tragedie aeree che hanno coinvolto le due squadre (la tragedia di Superga e quella del volo LaMia 2933). L'incasso è stato interamente devoluto al club brasiliano.
Fuori dal campo, il 4 ottobre il consiglio della Circoscrizione 2 ha espresso all'unanimità parere favorevole al progetto di riqualificazione dell'impianto sportivo Robaldo (impianto destinato al settore giovanile granata, esclusa la Primavera), elevando la durata della concessione a trent'anni e trasmettendo i relativi atti al Comune. Il 29 gennaio la giunta comunale ha inviato la delibera concessoria della struttura all'approvazione del consiglio comunale, avvenuta il successivo 11 febbraio. I terreni sono stati infine consegnati il 23 maggio.
La stagione del Torino si rivela sopra le aspettative, con la squadra in corsa addirittura per la qualificazione alla Champions League a fine aprile. I granata chiudono al 7º posto con 63 punti, mancando l'Europa League per soli 3 punti. Tuttavia, a fine campionato il Milan viene escluso dalla seconda competizione continentale per aver violato le norme del fair play finanziario, permettendo contestualmente al Torino di accedere al secondo turno di qualificazione dell'Europa League.
Non essendo la tifoseria incorsa in alcuna sanzione nel corso della stagione, la società granata si è aggiudicata (ex aequo con Chievo e Sassuolo) il Trofeo Fair Play "Gaetano Scirea".

## Divise e sponsor
Lo sponsor tecnico per la stagione 2018-2019, la undicesima consecutiva, è Kappa.
Il Torino conferma come sponsor principale il marchio giapponese Suzuki, come secondo sponsor l'azienda di salumi Beretta, come terzo sponsor il sito di scommesse sportive SportPesa (presente sul retro della maglia) e N°38 Wüber come sleeve sponsor (posizionato sulla manica sinistra della divisa). È infine presente lo sponsor Invent, in qualità di official green energy partner.
.
| Casa | Trasferta | Terza divisa | Portiere |

## Organigramma societario
Dal sito internet della società:
Consiglio di Amministrazione
- Presidente: Urbano Cairo
- Vice Presidente: Giuseppe Cairo
- Consiglieri: Giuseppe Ferrauto, Uberto Fornara, Marco Pompignoli

Direzione generale e organizzativa
- Direttore generale: Antonio Comi
- Direttore operativo: Alberto Barile
- Team Manager: Giuseppe Santoro

Area Tecnica
- Direttore sportivo: Gianluca Petrachi

Segreteria
- Segretario Generale: Pantaleo Longo
- Segreteria: Sonia Pierro, Marco Capizzi

Area Comunicazione
- Responsabile Ufficio Stampa: Piero Venera
- Ufficio Stampa e Supporter Liaison Officer:	Andrea Canta

Area Commerciale
- Direzione Commerciale: Cairo Pubblicità

Area Amministrativa
- Direttore Amministrativo: Luca Boccone

Area Sanitaria
- Responsabile Sanitario: Rodolfo Tavana
- Medico Sociale: Paolo Gola
- Massofisioterapista: Silvio Fortunato
- Fisioterapista: Alessandro Gatta
- Fisioterapista - Osteopata: Massimiliano Greco
- Podologo: Mauro Dispenza
- Personal trainer: Tiberio Ancora

Area Stadio Olimpico e Biglietteria
- Responsabile biglietteria e Vice Delegato Sicurezza: Fabio Bernardi
- Addetto biglietteria e Vice Delegato Sicurezza: Dario Mazza
- Delegato per la Sicurezza: Roberto Follis
- RSPP: Natale Zumbo

Magazzino
- Magazzinieri: Luca Finetto, Giuseppe Fioriti, Angelo Ghiron, Marco Pasin, Gianni Piazzolla, Giuseppe Stella, Antonio Vigato.

## Rosa
Rosa e numeri di maglia:
| N. |                      | Ruolo | Calciatore                       |
| -- | -------------------- | ----- | -------------------------------- |
| 1  | Uruguay (bandiera)   | P     | Salvador Ichazo                  |
| 2  | Italia (bandiera)    | D     | Mirko Valdifiori                 |
| 3  | Brasile (bandiera)   | D     | Lyanco                           |
| 5  | Italia (bandiera)    | D     | Armando Izzo                     |
| 6  | Italia (bandiera)    | C     | Roberto Soriano                  |
| 7  | Serbia (bandiera)    | C     | Saša Lukić                       |
| 8  | Italia (bandiera)    | C     | Daniele Baselli                  |
| 9  | Italia (bandiera)    | A     | Andrea Belotti (capitano)        |
| 10 | Serbia (bandiera)    | A     | Adem Ljajić                      |
| 11 | Italia (bandiera)    | A     | Simone Zaza                      |
| 14 | Spagna (bandiera)    | A     | Iago Falque                      |
| 15 | Argentina (bandiera) | D     | Cristian Ansaldi                 |
| 19 | Moldavia (bandiera)  | A     | Vitalie Damașcan                 |
| 20 | Italia (bandiera)    | A     | Simone Edera                     |
| 21 | Spagna (bandiera)    | A     | Alejandro Berenguer              |
| 23 | Francia (bandiera)   | C     | Soualiho Meïté                   |
| 24 | Italia (bandiera)    | D     | Emiliano Moretti (vice capitano) |

| N. |                           | Ruolo | Calciatore           |
| -- | ------------------------- | ----- | -------------------- |
| 25 | Italia (bandiera)         | P     | Antonio Rosati       |
| 27 | Italia (bandiera)         | A     | Vittorio Parigini    |
| 28 | Italia (bandiera)         | C     | Mattia Aramu         |
| 29 | Italia (bandiera)         | D     | Lorenzo De Silvestri |
| 30 | Costa d'Avorio (bandiera) | D     | Koffi Djidji         |
| 33 | Camerun (bandiera)        | D     | Nicolas Nkoulou      |
| 34 | Nigeria (bandiera)        | D     | Ola Aina             |
| 36 | Brasile (bandiera)        | D     | Gleison Bremer       |
| 39 | Italia (bandiera)         | P     | Salvatore Sirigu     |
| 50 | Costa d'Avorio (bandiera) | A     | Ben Lhassine Kone    |
| 53 | Italia (bandiera)         | D     | Filippo Gilli        |
| 72 | Italia (bandiera)         | A     | Vincenzo Millico     |
| 80 | Francia (bandiera)        | C     | Michel Adopo         |
| 88 | Venezuela (bandiera)      | C     | Tomás Rincón         |
| 99 | Ecuador (bandiera)        | D     | Erick Ferigra        |
|    | Senegal (bandiera)        | A     | M'Baye Niang         |

## Calciomercato

### Sessione estiva(dal 1º/7 al 17/8)
| Acquisti         | Acquisti            | Acquisti         | Acquisti                                                       |
| R.               | Nome                | da               | Modalità                                                       |
| ---------------- | ------------------- | ---------------- | -------------------------------------------------------------- |
| P                | Antonio Rosati      | Perugia          | definitivo                                                     |
| D                | Ola Aina            | Chelsea          | prestito (600.000 €) con diritto di riscatto (10 milioni €)    |
| D                | Gleison Bremer      | Atlético Mineiro | definitivo (5,8 milioni €)                                     |
| D                | Koffi Djidji        | Nantes           | prestito (1 milione €) con diritto di riscatto (3,5 milioni €) |
| D                | Erick Ferigra       | Fiorentina       | definitivo (150.000 €)                                         |
| D                | Armando Izzo        | Genoa            | definitivo (8 milioni €) più bonus (2 milioni €)               |
| D                | Nicolas Nkoulou     | Lione            | riscatto cartellino (3,5 milioni €)                            |
| C                | Saša Lukić          | Levante          | fine prestito                                                  |
| C                | Soualiho Meïté      | Monaco           | definitivo (10 milioni €)                                      |
| C                | Roberto Soriano     | Villarreal       | prestito (1 milione €) con diritto di riscatto (14 milioni €)  |
| A                | Vittorio Parigini   | Benevento        | fine prestito                                                  |
| A                | Simone Zaza         | Valencia         | prestito (2 milioni €) con obbligo di riscatto (12 milioni €)  |
| Altre operazioni |                     |                  |                                                                |
| R.               | Nome                | da               | Modalità                                                       |
| P                | Tommaso Cucchietti  | Reggina          | fine prestito                                                  |
| P                | Andrea Zaccagno     | Pistoiese        | fine prestito                                                  |
| D                | Arlind Ajeti        | Crotone          | fine prestito                                                  |
| D                | Danilo Avelar       | Amiens           | fine prestito                                                  |
| D                | Lorenzo Carissoni   | Monza            | fine prestito                                                  |
| D                | Federico Giraudo    | Vicenza          | fine prestito                                                  |
| C                | Mattia Aramu        | Virtus Entella   | fine prestito                                                  |
| C                | Samuel Gustafson    | Perugia          | fine prestito                                                  |
| C                | Jacopo Segre        | Piacenza         | fine prestito                                                  |
| A                | Filippo Berardi     | Juve Stabia      | fine prestito                                                  |
| A                | Lucas Boyé          | Celta Vigo       | fine prestito                                                  |
| A                | Leonardo Candellone | Südtirol         | fine prestito                                                  |
| A                | Manuel De Luca      | Renate           | fine prestito                                                  |

| Cessioni         | Cessioni               | Cessioni      | Cessioni                                                                      |
| R.               | Nome                   | a             | Modalità                                                                      |
| ---------------- | ---------------------- | ------------- | ----------------------------------------------------------------------------- |
| P                | Vanja Milinković-Savić | SPAL          | prestito                                                                      |
| D                | Antonio Barreca        | Monaco        | definitivo (10 milioni €)                                                     |
| D                | Kevin Bonifazi         | SPAL          | prestito con diritto di riscatto e controriscatto                             |
| D                | Nicolás Burdisso       |               | svincolato                                                                    |
| D                | Cristian Molinaro      | Frosinone     | svincolato                                                                    |
| C                | Afriyie Acquah         | Empoli        | definitivo (1,1 milioni €)                                                    |
| C                | Joel Obi               | Chievo        | definitivo (2 milioni €)                                                      |
| C                | Mirko Valdifiori       | SPAL          | definitivo (1 milione €)                                                      |
| A                | Adem Ljajić            | Beşiktaş      | prestito (1,2 milioni €) con obbligo di riscatto condizionato (6,5 milioni €) |
| A                | M'Baye Niang           | Rennes        | prestito con diritto di riscatto (15 milioni €)                               |
| Altre operazioni |                        |               |                                                                               |
| R.               | Nome                   | a             | Modalità                                                                      |
| P                | Tommaso Cucchietti     | Alessandria   | prestito                                                                      |
| P                | Alfred Gomis           | SPAL          | definitivo (1,5 milioni €)                                                    |
| P                | Andrea Zaccagno        | Pro Piacenza  | prestito                                                                      |
| D                | Simone Auriletto       | Matera        | definitivo                                                                    |
| D                | Danilo Avelar          | Corinthians   | prestito                                                                      |
| D                | Alessandro Buongiorno  | Carpi         | prestito                                                                      |
| D                | Lorenzo Carissoni      | Carrarese     | prestito                                                                      |
| D                | Alessandro Fiordaliso  | Teramo        | prestito                                                                      |
| D                | Federico Giraudo       | Ternana       | prestito                                                                      |
| C                | Mattia Aramu           | Robur Siena   | definitivo                                                                    |
| C                | Samuel Gustafson       | Hellas Verona | prestito                                                                      |
| C                | Shady Oukhadda         | Albissola     | prestito                                                                      |
| C                | Jacopo Segre           | Venezia       | prestito con diritto di riscatto e controriscatto                             |
| A                | Filippo Berardi        | Monopoli      | prestito                                                                      |
| A                | Lucas Boyé             | AEK Atene     | prestito con diritto di riscatto (7,5 milioni €)                              |
| A                | Karlo Butić            | Ternana       | prestito                                                                      |
| A                | Leonardo Candellone    | Pordenone     | prestito                                                                      |
| A                | Manuel De Luca         | Alessandria   | prestito                                                                      |

### Sessione invernale(dal 3/1 al 31/1)
| Acquisti         | Acquisti         | Acquisti           | Acquisti         |
| R.               | Nome             | da                 | Modalità         |
| Altre operazioni | Altre operazioni | Altre operazioni   | Altre operazioni |
| R.               | Nome             | da                 | Modalità         |
| ---------------- | ---------------- | ------------------ | ---------------- |
| D                | Wilfried Singo   | Denguele D'Odienne | definitivo       |
| A                | Karlo Butić      | Ternana            | fine prestito    |

| Cessioni         | Cessioni        | Cessioni   | Cessioni      |
| R.               | Nome            | a          | Modalità      |
| ---------------- | --------------- | ---------- | ------------- |
| D                | Lyanco          | Bologna    | prestito      |
| C                | Roberto Soriano | Villarreal | fine prestito |
| A                | Simone Edera    | Bologna    | prestito      |
| Altre operazioni |                 |            |               |
| R.               | Nome            | a          | Modalità      |
| A                | Karlo Butić     | Arezzo     | prestito      |

## Risultati

### Serie A

#### Girone di andata
| Arbitro: | Di Bello (Brindisi) |

|  |           |           |
|  | Marcatori | 89’ Dzeko |

| Arbitro: | Mazzoleni (Bergamo) |

|                        |           |                       |
| Perišić 7’ de Vrij 32’ | Marcatori | 56’ Belotti 68’ Meïté |

| Arbitro: | Pasqua (Tivoli) |

|             |           |  |
| Nkoulou 52’ | Marcatori |  |

| Arbitro: | Valeri (Roma) |

|             |           |           |
| de Paul 28’ | Marcatori | 49’ Meïté |

| Arbitro: | Irrati (Pistoia) |

|                    |           |                           |
| Belotti 51’ (rig.) | Marcatori | 4’, 59’ Insigne 20’ Verdi |

| Bergamo 26 settembre 2018, ore 21:00 CEST 6ª giornata | Atalanta       | 0 – 0 referto | Torino | Stadio Atleti Azzurri d'Italia (18 144 spett.)\| Arbitro: \| Orsato (Schio) \| |
| Arbitro:                                              | Orsato (Schio) |               |        |                                                                                |

| Arbitro: | Guida (Torre Annunziata) |

|  |           |          |
|  | Marcatori | 88’ Zaza |

| Arbitro: | Pezzuto (Lecce) |

|                                      |           |                         |
| Rincón 20’ Baselli 46’ Berenguer 71’ | Marcatori | 58’ Goldaniga 64’ Ciano |

| Arbitro: | Banti (Livorno) |

|                             |           |                        |
| Santander 59’ Calabresi 77’ | Marcatori | 14’ Falque 54’ Baselli |

| Arbitro: | Fabbri (Ravenna) |

|                   |           |            |
| Lafont 13’ (aut.) | Marcatori | 2’ Benassi |

| Arbitro: | Rocchi (Firenze) |

|                  |           |                                             |
| Quagliarella 65’ | Marcatori | 12’, 43’ (rig.) Belotti 56’ Falque 78’ Izzo |

| Arbitro: | Massa (Imperia) |

|             |           |                         |
| Baselli 37’ | Marcatori | 9’ Gervinho 25’ Inglese |

| Cagliari 26 novembre 2018, ore 20:30 CET 13ª giornata | Cagliari        | 0 – 0 referto | Torino | Sardegna Arena (15 804 spett.)\| Arbitro: \| Pasqua (Tivoli) \| |
| Arbitro:                                              | Pasqua (Tivoli) |               |        |                                                                 |

| Arbitro: | Mariani (Aprilia) |

|                                    |           |            |
| Ansaldi 45+2’ Belotti 45+5’ (rig.) | Marcatori | 36’ Kouamé |

| Milano 9 dicembre 2018, ore 20:30 CET 15ª giornata | Milan          | 0 – 0 referto | Torino | Stadio Giuseppe Meazza (44 572 spett.)\| Arbitro: \| Orsato (Schio) \| |
| Arbitro:                                           | Orsato (Schio) |               |        |                                                                        |

| Arbitro: | Guida (Torre Annunziata) |

|  |           |                    |
|  | Marcatori | 70’ (rig.) Ronaldo |

| Arbitro: | Banti (Livorno) |

|                |           |             |
| Brignola 90+2’ | Marcatori | 55’ Belotti |

| Arbitro: | Maresca (Napoli) |

|                                         |           |  |
| Nkoulou 44’ De Silvestri 49’ Falque 75’ | Marcatori |  |

| Arbitro: | Irrati (Pistoia) |

|                      |           |                      |
| Milinkovic-Savic 62’ | Marcatori | 45+3’ (rig.) Belotti |

#### Girone di ritorno
| Arbitro: | Giacomelli (Trieste) |

|                                                |           |                        |
| Zaniolo 15’ Kolarov 34’ (rig.) El Shaarawy 73’ | Marcatori | 51’ Rincon 67’ Ansaldi |

| Arbitro: | Maresca (Napoli) |

|          |           |  |
| Izzo 35’ | Marcatori |  |

| Ferrara 3 febbraio 2019, ore 12:30 CET 22ª giornata | SPAL              | 0 – 0 referto | Torino | Stadio Paolo Mazza (12.743 spett.)\| Arbitro: \| Mariani (Aprilia) \| |
| Arbitro:                                            | Mariani (Aprilia) |               |        |                                                                       |

| Arbitro: | Guida (Torre Annunziata) |

|          |           |  |
| Aina 31’ | Marcatori |  |

| Napoli 17 febbraio 2019, ore 20:30 CET 24ª giornata | Napoli           | 0 – 0 referto | Torino | Stadio San Paolo (21.830 spett.)\| Arbitro: \| Fabbri (Ravenna) \| |
| Arbitro:                                            | Fabbri (Ravenna) |               |        |                                                                    |

| Arbitro: | Orsato (Schio) |

|                     |           |  |
| Izzo 42’ Falque 46’ | Marcatori |  |

| Arbitro: | La Penna (Roma) |

|                                     |           |  |
| Belotti 76’ Rincon 90+2’ Zaza 90+3’ | Marcatori |  |

| Arbitro: | Giacomelli (Trieste) |

|              |           |                  |
| Paganini 42’ | Marcatori | 56’, 78’ Belotti |

| Arbitro: | Mariani (Aprilia) |

|                           |           |                                         |
| Pulgar 6’ (aut.) Izzo 89’ | Marcatori | 29’ Poli 34’ (rig.) Pulgar 64’ Orsolini |

| Arbitro: | Pasqua (Tivoli) |

|            |           |             |
| Simeone 7’ | Marcatori | 34’ Baselli |

| Arbitro: | Maresca (Napoli) |

|                    |           |                |
| Belotti 34’, 45+1’ | Marcatori | 83’ Gabbiadini |

| Parma 6 aprile 2019, ore 15:00 CEST 31ª giornata | Parma         | 0 – 0 referto | Torino | Stadio Ennio Tardini (16.924 spett.)\| Arbitro: \| Doveri (Roma) \| |
| Arbitro:                                         | Doveri (Roma) |               |        |                                                                     |

| Arbitro: | Irrati (Pistoia) |

|          |           |               |
| Zaza 52’ | Marcatori | 75’ Pavoletti |

| Arbitro: | Doveri (Roma) |

|  |           |             |
|  | Marcatori | 58’ Ansaldi |

| Arbitro: | Guida (Torre Annunziata) |

|                                  |           |  |
| Belotti 58’ (rig.) Berenguer 69’ | Marcatori |  |

| Arbitro: | Orsato (Schio) |

|             |           |           |
| Ronaldo 84’ | Marcatori | 18’ Lukić |

| Arbitro: | Giacomelli (Trieste) |

|                           |           |                         |
| Belotti 56’, 82’ Zaza 81’ | Marcatori | 27’ Bourabia 71’ Lirola |

| Arbitro: | Mazzoleni (Bergamo) |

|                                                 |           |            |
| Acquah 27’ Brighi 65’ Di Lorenzo 70’ Caputo 89’ | Marcatori | 56’ Falque |

| Arbitro: | Abisso (Palermo) |

|                                       |           |              |
| Falque 51’ Lukić 53’ De Silvestri 80’ | Marcatori | 66’ Immobile |

### Coppa Italia

#### Turni eliminatori
| Arbitro: | Abisso (Palermo) |

|                                        |           |  |
| Baselli 9’ Belotti 28’, 66’ Rincón 67’ | Marcatori |  |

| Arbitro: | Minelli (Varese) |

|                       |           |  |
| Soriano 24’ Edera 81’ | Marcatori |  |

#### Fase finale
| Arbitro: | Abisso (Palermo) |

|  |           |                   |
|  | Marcatori | 87’, 90+2’ Chiesa |

## Statistiche

### Statistiche di squadra
| Competizione | Punti | In casa | In casa | In casa | In casa | In casa | In casa | In trasferta | In trasferta | In trasferta | In trasferta | In trasferta | In trasferta | Totale | Totale | Totale | Totale | Totale | Totale | D.R. |
| Competizione | Punti | G       | V       | N       | P       | Gf      | Gs      | G            | V            | N            | P            | Gf           | Gs           | G      | V      | N      | P      | Gf     | Gs     | D.R. |
| ------------ | ----- | ------- | ------- | ------- | ------- | ------- | ------- | ------------ | ------------ | ------------ | ------------ | ------------ | ------------ | ------ | ------ | ------ | ------ | ------ | ------ | ---- |
| Serie A      | 63    | 19      | 12      | 2       | 5       | 32      | 19      | 19           | 4            | 13           | 2            | 20           | 18           | 38     | 16     | 15     | 7      | 52     | 37     | +15  |
| Coppa Italia | -     | 3       | 2       | 0       | 1       | 6       | 2       | 0            | 0            | 0            | 0            | 0            | 0            | 3      | 2      | 0      | 1      | 6      | 2      | +4   |
| Totale       | -     | 22      | 14      | 2       | 6       | 38      | 21      | 19           | 4            | 13           | 2            | 20           | 18           | 41     | 18     | 15     | 8      | 58     | 39     | +19  |

### Andamento in campionato
| Giornata  | 1  | 2  | 3 | 4 | 5  | 6  | 7  | 8  | 9 | 10 | 11 | 12 | 13 | 14 | 15 | 16 | 17 | 18 | 19 | 20 | 21 | 22 | 23 | 24 | 25 | 26 | 27 | 28 | 29 | 30 | 31 | 32 | 33 | 34 | 35 | 36 | 37 | 38 |
| --------- | -- | -- | - | - | -- | -- | -- | -- | - | -- | -- | -- | -- | -- | -- | -- | -- | -- | -- | -- | -- | -- | -- | -- | -- | -- | -- | -- | -- | -- | -- | -- | -- | -- | -- | -- | -- | -- |
| Luogo     | C  | T  | C | T | C  | T  | T  | C  | T | C  | T  | C  | T  | C  | T  | C  | T  | C  | T  | T  | C  | T  | C  | T  | C  | C  | T  | C  | T  | C  | T  | C  | T  | C  | T  | C  | T  | C  |
| Risultato | P  | N  | V | N | P  | N  | V  | V  | N | N  | V  | P  | N  | V  | N  | P  | N  | V  | N  | P  | V  | N  | V  | N  | V  | V  | V  | P  | N  | V  | N  | N  | V  | V  | N  | V  | P  | V  |
| Posizione | 18 | 11 | 6 | 9 | 12 | 14 | 11 | 10 | 9 | 10 | 7  | 9  | 9  | 6  | 6  | 10 | 11 | 8  | 9  | 10 | 9  | 9  | 8  | 8  | 6  | 6  | 6  | 8  | 8  | 6  | 7  | 8  | 7  | 6  | 7  | 7  | 7  | 7  |

Fonte:  Serie A – Classifiche, su sport.sky.it, Sky Sport. URL consultato il 13 luglio 2018 (archiviato dall'url originale l'11 settembre 2014).
Legenda:

Luogo: C = Casa; T = Trasferta. Risultato: V = Vittoria; N = Pareggio; P = Sconfitta.

### Statistiche dei giocatori
In corsivo i giocatori ceduti a stagione in corso.
| Giocatore       | Serie A  | Serie A | Serie A     | Serie A    | Coppa Italia | Coppa Italia | Coppa Italia | Coppa Italia | Totale   | Totale | Totale      | Totale     |
| Giocatore       | Presenze | Reti    | Ammonizioni | Espulsioni | Presenze     | Reti         | Ammonizioni  | Espulsioni   | Presenze | Reti   | Ammonizioni | Espulsioni |
| --------------- | -------- | ------- | ----------- | ---------- | ------------ | ------------ | ------------ | ------------ | -------- | ------ | ----------- | ---------- |
| O. Aina         | 30       | 1       | 5           | 1          | 2            | 0            | 1            | 0            | 32       | 1      | 6           | 1          |
| C. Ansaldi      | 24       | 3       | 3           | 0          | 0            | 0            | 0            | 0            | 24       | 3      | 3           | 0          |
| D. Baselli      | 34       | 4       | 5           | 0          | 3            | 1            | 0            | 0            | 37       | 5      | 5           | 0          |
| A. Belotti      | 37       | 15      | 5           | 0          | 2            | 2            | 0            | 0            | 39       | 17     | 5           | 0          |
| A. Berenguer    | 31       | 2       | 4           | 0          | 3            | 0            | 1            | 0            | 34       | 2      | 5           | 0          |
| G. Bremer       | 5        | 0       | 1           | 0          | 2            | 0            | 0            | 0            | 7        | 0      | 1           | 0          |
| L. De Silvestri | 32       | 2       | 3           | 0          | 2            | 0            | 0            | 0            | 34       | 2      | 3           | 0          |
| S. Edera        | 3        | 0       | 0           | 0          | 1            | 0            | 0            | 0            | 4        | 0      | 0           | 0          |
| I. Falque       | 26       | 6       | 1           | 0          | 1            | 0            | 0            | 0            | 27       | 6      | 1           | 0          |
| E. Ferigra      | 0        | 0       | 0           | 0          | 1            | 0            | 0            | 0            | 1        | 0      | 0           | 0          |
| S. Ichazo       | 3        | -2      | 0           | 0          | 1            | 0            | 0            | 0            | 4        | -2     | 0           | 0          |
| A. Izzo         | 37       | 4       | 6           | 0          | 2            | 0            | 0            | 0            | 39       | 4      | 6           | 0          |
| A. Ljajić       | 1        | 0       | 0           | 0          | 0            | 0            | 0            | 0            | 1        | 0      | 0           | 0          |
| S. Lukić        | 24       | 2       | 7           | 0          | 3            | 0            | 0            | 0            | 27       | 2      | 7           | 0          |
| Lyanco          | 2        | 0       | 0           | 0          | 2            | 0            | 0            | 0            | 4        | 0      | 0           | 0          |
| S. Meïté        | 35       | 2       | 7           | 1          | 3            | 0            | 0            | 0            | 38       | 2      | 7           | 1          |
| E. Moretti      | 24       | 0       | 5           | 0          | 2            | 0            | 0            | 0            | 26       | 0      | 5           | 0          |
| N. Nkoulou      | 36       | 2       | 6           | 1          | 2            | 0            | 0            | 0            | 38       | 2      | 6           | 1          |
| V. Parigini     | 17       | 0       | 0           | 0          | 1            | 0            | 0            | 0            | 18       | 0      | 0           | 0          |
| T. Rincón       | 34       | 3       | 15          | 0          | 3            | 1            | 0            | 0            | 37       | 4      | 15          | 0          |
| A. Rosati       | 0        | -0      | 0           | 0          | 0            | -0           | 0            | 0            | 0        | -0     | 0           | 0          |
| S. Sirigu       | 36       | -35     | 1           | 0          | 2            | -2           | 0            | 0            | 38       | -37    | 1           | 0          |
| R. Soriano      | 11       | 0       | 1           | 0          | 1            | 1            | 1            | 0            | 12       | 1      | 2           | 0          |
| S. Zaza         | 29       | 4       | 8           | 1          | 1            | 0            | 0            | 0            | 30       | 4      | 8           | 1          |
| K. Djidji       | 17       | 0       | 2           | 0          | 1            | 0            | 0            | 0            | 18       | 0      | 2           | 0          |

## Giovanili

### Organigramma
- Primavera:
  - Allenatore: Federico Coppitelli
  - Allenatore in seconda: Stefano Fabi
  - Collaboratore tecnico: Claudio Grauso, Andrea Licciardi
  - Preparatore atletico: Vincenzo Franco
  - Preparatore portieri: Gianfranco Randazzo
- Berretti:
  - Allenatore: Massimiliano Capriolo
  - Allenatore in seconda: Antonio Casciani
  - Preparatore atletico: Marcello Tirrito
  - Preparatore portieri: Matteo Oddonetto
- Under-17:
  - Allenatore: Marco Sesia
  - Allenatore in seconda: Giuseppe Sangregorio
  - Preparatore atletico: Fabio D'Errico, Fabio Petrosino
  - Preparatore portieri: Stefano Borla

- Under-16:
  - Allenatore: Andrea Menghini
  - Allenatore in seconda: Leonardo Marasciullo
  - Collaboratore tecnico: Stefano Spadoni
  - Preparatore atletico: Matteo Marione Angelino
- Under-15:
  - Allenatore: Andrea Fabio De Martini
  - Allenatore in seconda: Marco Biancardi
  - Collaboratore tecnico: Marco Miglino
  - Preparatore atletico: Gianluca Maiani

### Piazzamenti
- Primavera:
  - Campionato: Semifinali.[49]
  - Coppa Italia: Finale.
  - Supercoppa: Vincitore.
  - Torneo di Viareggio: Ottavi di finale.
- Berretti:
  - Campionato: Vincitore.[50]
  - Supercoppa: Finale.

- Under-17:
  - Campionato: 1º turno play-off
- Under-16:
  - Campionato: 10º posto Girone A
- Under-15:
  - Campionato: 8º posto Girone A